# 浅見めい
浅見 めい（あさみ めい、2000年11月2日 - ）は千葉県出身の女性YouTuber。クリエイターユニット「くれいじーまぐねっと」メンバー。スターレイプロダクション所属。血液型はO型

## 人物
- くれいじーまぐねっと最年少でありながら1番のしっかり者[1]
- 美容ヲタクでクールビューティー[1]
- 自身のInstagramで発信している「#浅見メイク」がメイクの参考として若者から注目されている[1]
- 身長は163cmで、足のサイズは24.5cm。右利き[動画 1]。
- メンバー（UraNとエア）想い

## 経歴
スカウトで事務所に所属し、2018年2月に事務所の勧めで「くれいじーまぐねっと」メンバーとしてYouTube活動を始める。
2022年8月22日、自身がプロデュースするコスメブランド「A／mAke」を立ち上げ、同年9月5日より販売開始した。

## 出演

### ブランド
- A/mAke

### テレビ番組
- ホンマでっか!?TV（2018年4月、フジテレビ）[4]
- 美少女クエスト（2018年8月、フジテレビ）[5]
- 痛快TV スカッとジャパン（2020年5月、フジテレビ）[6][リンク切れ]

### 動画
1. ↑  くれいじーまぐねっと CrazyMagnet (2 December 2023). 今年はこれで締めくくろうと思ったら男子への不満爆発して大炎上不可避... YouTube (YouTube). 2024年11月21日閲覧。